# Hannivka, Novomîrhorod
Hannivka (în ucraineană Ганнівка) este un sat în comuna Kosteantînivka din raionul Novomîrhorod, regiunea Kirovohrad, Ucraina.

## Demografie
Componența lingvistică a localității Hannivka
     Ucraineană (85,19%)
     Rusă (14,81%)
Conform recensământului din 2001, majoritatea populației localității Hannivka era vorbitoare de ucraineană (85,19%), existând în minoritate și vorbitori de rusă (14,81%).